# Germán Rodríguez Saiz
Germán Rodríguez Saiz va ser un jove mort per la policia durant la festa dels Sanfermins de 1978 pels trets de la policia espanyola, que irrompé disparant al a plaça de braus de Pamplona per retirar unes pancartes que reclamaven l'Amnistia per als presos polítics.
Durant aquella jornada La violència policial deixà més de 150 ferits, 11 d'ells de bala i 1 mort. Germán Rodríguez que tenia 27 anys d'edat i era militant de la formació d'esquerres Liga Komunista Iraultzailea. Germán va morir en rebre una bala de la policia al cap, a la intersecció de l'avinguda Carlos III amb el carrer Roncesvalles. Aquest assassinat va tenir un impacte important els dies següents a tot el País Basc, i en les protestes per la seva mort, un jove d'Astigarraga, Joseba Barandiaran moriria dies després a Sant Sebastià, mort també per la policia espanyola..
Organitzat per les Penyes de Pamplona i diverses associacions, cada any se celebra un homenatge a Germán Rodríguez, el 8 de juliol, junt al monument que es va aixecar en la seva memòria al lloc on va ser assassinat. Hi ha una làpida per commemorar els fets i, tot i que va ser retirada per l'Ajuntament de Pamplona quan governava la dreta, el monument va ser reconstruït pels veïns primer i per l'ajuntament d'esquerres alguns anys després.